# درج خزانة

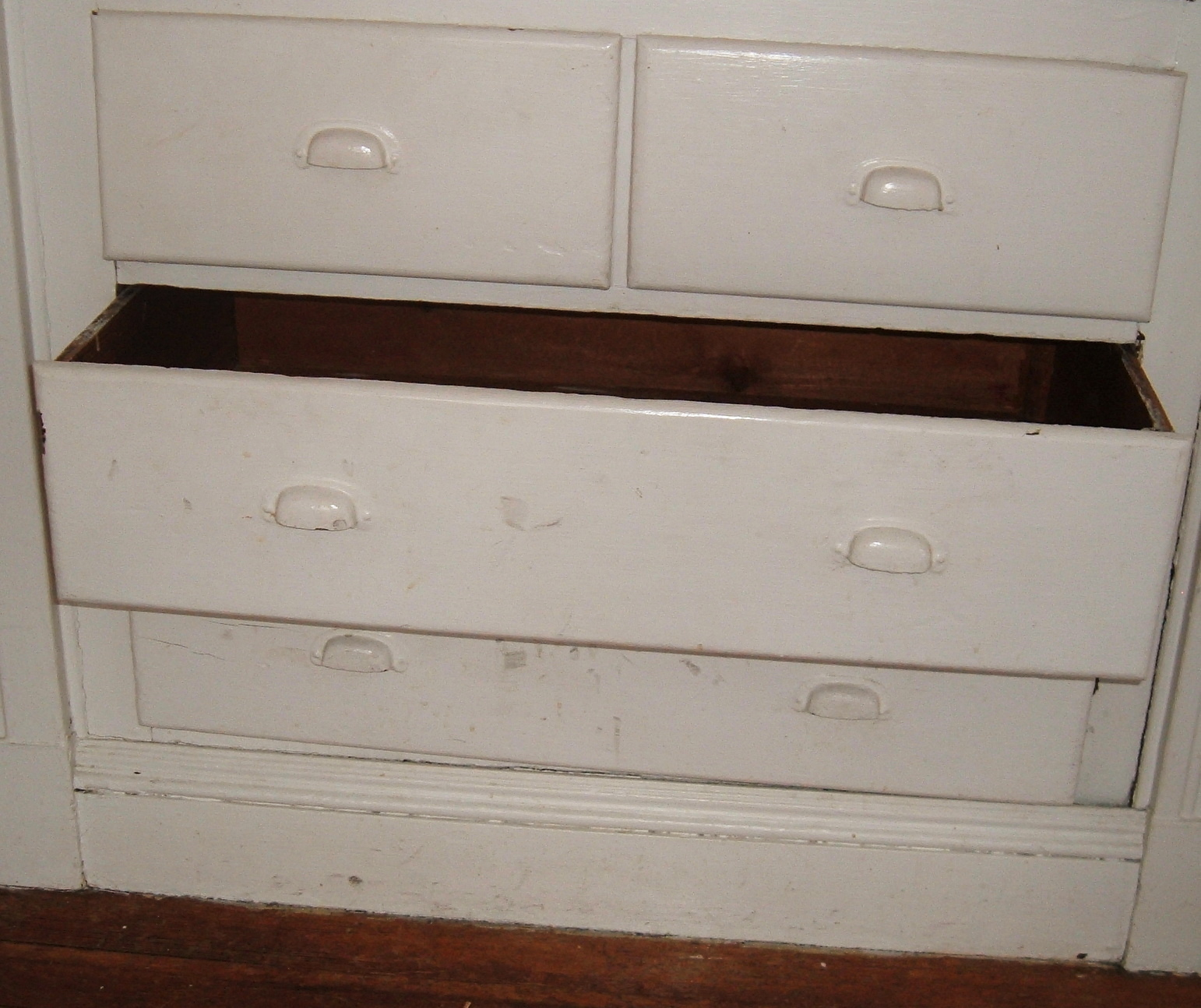
أربعة أدراج.

الدُّرج (الجمع: دُرُوْج، أَدْرَاج) أو الجارور (الجمع: جَوارِير) أو المِجرّ (بالإنجليزية: Drawer) هو مكان تحفظ فيه الأشياء الصغيرة، كأدوات الزينة، والكتب والقرطاسية وغيرها. يدخل الدرج في ثنايا المكتب، أو الصُّوان ونحوه. ويصنع على شكل صندوق يتناسب مع الاثاث حتى يسهل سحبه بصورة أفقية. نجده أحد قطع الخزانة أو المكتب أو المنضدة. تختلف أشكال الدروج فمنها التي تأخذ شكل الخزانة ولها باب صغير، ومنها التي تُفتح وتُغلق بالسحب والدفع وهي الجوارير.